# Пітер Маркузе
Пітер Маркузе (нім. Peter Marcuse; 13 листопада 1928 — 4 березня 2022) — американський юрист німецького походження та професор міського планування.

## Молодість і освіта
Маркузе був старшим сином Софі Вертхайм та філософа і критичного теоретика Герберта Маркузе. Він народився в Берліні, покинув Німеччину незабаром після приходу Гітлера до влади та іммігрував до США в 1934 році.
У 1952 році Маркузе отримав ступінь доктора права в Єльській школі права. У 1963 році здобув ступінь магістра в Колумбійському університеті з публічного права та державного управління, а в 1968 році в Єльському університеті з міських досліджень. У 1972 році захистив докторську дисертацію в Каліфорнійському університеті в Берклі з міського та регіонального планування, захистивши дисертацію про правові та фінансові наслідки володіння будинком для сімей з низьким рівнем доходу.

## Кар'єра
Маркузе розпочав свою кар'єру юриста в Нью-Гейвені та Вотербері, штат Коннектикут, де обіймав посаду лідера більшості ради олдерменів з 1959 по 1963 рік. У липні 1964 року брав участь у «Літі свободи» в Міссісіпі, опублікувавши серію статей про свій досвід там. Він був членом комісії з планування міста Вотербері з 1964 по 1968 рік.
Маркузе був професором міського планування в Каліфорнійському університеті в Лос-Анджелесі з 1972 по 1975 рік, потім у Колумбійському університеті з 1975 по 2003 рік. Він багато писав про джентрифікацію, різні форми гетто, право на місто та рух «Окупай».

## Особисте життя
Маркузе був одружений із Френсіс Бесслер. Вони мали трох дітей: романістку Ірен Маркузе, професора історії Каліфорнійського університету в Санта-Барбарі Гарольда Маркузе та Ендрю Маркузе. Помер 4 березня 2022 року у віці 93 років.

## Праці
- Missing Marx: A Personal and Political Journal of a Year in East Germany, 1989-1990. Monthly Review Press. 1991. ISBN 0853458278.
- Of States and Cities: The Partitioning of Urban Space. Oxford University Press. 2002. ISBN 019829719X.

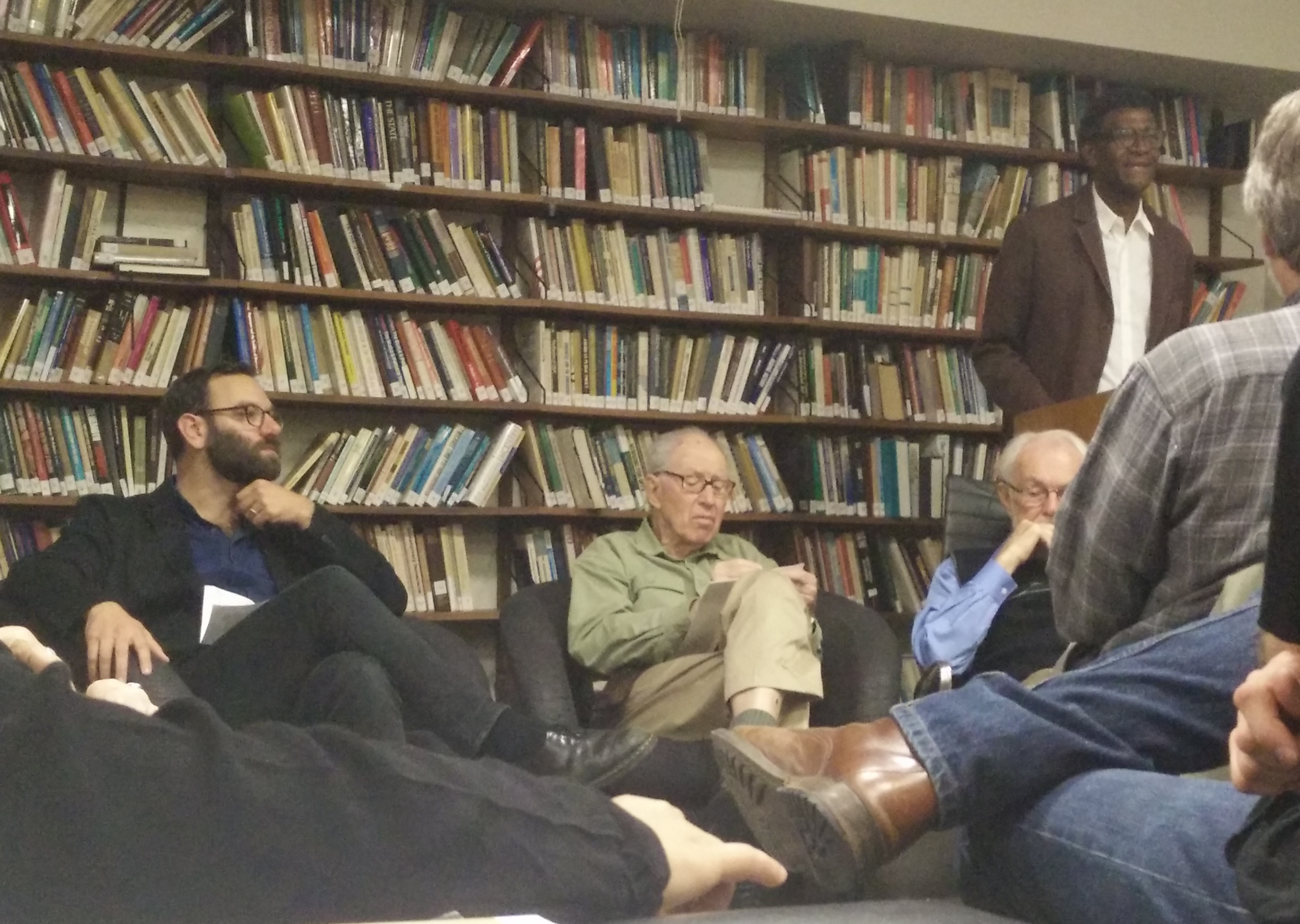
Девід Медден, Пітер Маркузе (у центрі), Девід Гарві та Грегорі Беггетт у CUNY на презентації книги «На захист житла».

- with James Connolly, Johannes Novy, Ingrid Olivo, Cuz Potter, Justin Steil, Searching for the Just City: Debates in Urban Theory and Practice. Routledge 2009. ISBN 978-0415687614
- with Neil Brenner and Margit Mayer, Cities for People Not for Profit: Critical Urban Theory and the Right to the City. Taylor and Francis. 2011.Taylor and Francis. 2011.
- Madden, David; Marcuse, Peter (2016). In Defense of Housing: The Politics of Crisis. Verso Books. ISBN 9781784783549.

### Переклади українською
- (у співавторстві з Девідом Мадденом). Житлове – це політичне // Спільне, 30.01.2019